# Las Tunas (Entre Ríos)
Las Tunas o Paraje Las Tunas es una localidad y comuna de 1ª categoría del distrito María Grande 1° del departamento Paraná, en la provincia de Entre Ríos, República Argentina. Se encuentra al sur de la ruta nacional 18, 27 km al este de Viale y 5 km al norte del arroyo Las Tunas.
La población de la localidad, es decir sin considerar el área rural, era de 59 personas en 2001 y no fue considerada localidad en el censo de 1991. La población de la jurisdicción de la junta de gobierno era de 508 habitantes en 2001.

## Historia
En 2011 se inauguró la iluminación del acceso a la localidad. En la misma hay una fábrica de queso, leche en polvo y hamburguesas.
La junta de gobierno fue creada por decreto 1813/1984 MGJE del 28 de mayo de 1984, sus límites jurisdiccionales fueron establecidos por decreto 2611/1987 MGJE del 29 de mayo de 1987. y modificados por decreto 1451/2002 MGJ del 22 de abril de 2002. Por decreto 5114/2014 del 30 de diciembre de 2014 fue elevada a la 2ª categoría.

## Comuna
La reforma de la Constitución de la Provincia de Entre Ríos que entró en vigencia el 1 de noviembre de 2008 dispuso la creación de las comunas, lo que fue reglamentado por la Ley de Comunas n.º 10644, sancionada el 28 de noviembre de 2018 y promulgada el 14 de diciembre de 2018. La ley dispuso que todo centro de población estable que en una superficie de al menos 75 km² contenga entre 700 y 1500 habitantes, constituye una comuna de 1ª categoría. La Ley de Comunas fue reglamentada por el Poder Ejecutivo provincial mediante el decreto 110/2019 de 12 de febrero de 2019, que declaró el reconocimiento ad referéndum del Poder Legislativo de 34 comunas de 1ª categoría con efecto a partir del 11 de diciembre de 2019, entre las cuales se halla Paraje Las Tunas. La comuna está gobernada por un departamento ejecutivo y por un consejo comunal de 8 miembros, cuyo presidente es a la vez el presidente comunal. Sus primeras autoridades fueron elegidas en las elecciones de 9 de junio de 2019.